# Sphacelotheca koordersiana
Sphacelotheca koordersiana är en svampart som först beskrevs av Julius Oscar Brefeld, och fick sitt nu gällande namn av George Lorenzo Ingram Zundel 1953. Sphacelotheca koordersiana ingår i släktet Sphacelotheca och familjen Microbotryaceae.   Inga underarter finns listade i Catalogue of Life.